# Агнешка Гаупе-Калька
Агнешка Гаупе-Калька (пол. Agnieszka Haupe-Kalka; нар. 16 червня 1970, Зелена Гура, Польська Народна Республіка) — польська поетеса, письменниця і перекладачка. Лауреатка премії мера Зеленої Гури (1994).

## Біографія
Агнешка Гаупе народилася в Зеленій Гурі в 1970 році. Її дідусь і бабуся по батькові, Вацлав та Марія Гаупе, під час Другої світової війни були активними учасниками Опору в Польщі і пережили ув'язнення в концентраційних таборах Освенцим, Біркенау і Бухенвальд.
Як членкиня літературної групи "Die Hülle", була серед організаторів фестивалю "Grochowice'93", присвяченого десятій річниці з дня смерті поета і перекладача Едварда Стахури. У 1994 році вона отримала премію мера Зеленої Гури.
У 1996 і 1998 роках була учасницею німецько-польського «Пароплава поетів», де познайомилася з німецьким бардом Дітером Калькою. 12 вересня 1998 року у Франкфурті-на-Одері вони одружилися. У пресі їх одруження отримало назву "весілля поетів".
У 1995 році, разом з поетами Йолантою Питель, Катаржиною Ярош-Рабей і Владиславом Клепкою, стала співзасновницею "Асоціації нині живих поетів" в Зеленій Гурі. У 1995-1998 роках співорганізатор «Університету поезії». У 1997 році в Любліні брала участь у німецько-польському поетичному фестивалі і працювала над публікацією антології «Lubliner Lift / Lubelska winda» («Люблінський ліфт»).
З Дітером Калькою заснувала проєкт "Діти придумують казки". Брала участь у фестивалі радіо-драми в місті Руст, в Австрії, представивши на ньому свою радіоп'єсу «Дзеркальні образи двох народів», яку пізніше представлено публіці під час симпозіуму в Конференц-центрі в Освенцимі. Її прозу і поезію німецькою мовою опубліковано у виданні "Ostragehege" і на порталі "Portalpolen".
Агнешка Гаупе також розробляє настільні ігри. Вона взяла участь у ярмарку ігор у Геттінгені. З 1996 по 2005 рік жила в Німеччині та Польщі. З 2006 року проживає в Ірландії, займаючись перекладами з польської на англійську та німецьку мови.

## Примітка
1. ↑  Agnieszka Haupe-Kalka — Biografia. Архів оригіналу за 4 березня 2016. Процитовано 19 жовтня 2017.